# Landsfogde
Landsfogde var under perioden 1918–1965 länspolischef och statsåklagare.
Varje län hade en landsfogde. Som statsåklagare lydde han under justitiekanslern och i övrigt under länsstyrelsen, men när riksåklagaren inrättades 1948 blev detta organ istället statsåklagarnas chefsorganisation. I de flesta län fanns även biträdande landsfogdar och landsfogdeassistenter. Under landsfogden lydde distriktsåklagarorganisationen med undantag för åklagarmyndigheterna i rikets tre största städer. För behörighet som landsfogde krävdes juris kandidatexamen och tingsmeritering samt polischefsutbildning. Landsfogden tillsattes av Kungl Maj:t genom fullmakt. Den 1 januari 1965 upphörde landsfogdarna och ersattes med länspolischeferna och länsåklagarna.